# La Alameda, Jalisco
La Alameda är en ort i Mexiko.   Den ligger i kommunen Tlajomulco de Zúñiga och delstaten Jalisco, i den centrala delen av landet, 400 km väster om huvudstaden Mexico City. La Alameda ligger 1 522 meter över havet och antalet invånare är 9 013.
Terrängen runt La Alameda är huvudsakligen platt, men söderut är den kuperad. Runt La Alameda är det ganska tätbefolkat, med 111 invånare per kvadratkilometer. Närmaste större samhälle är Tlaquepaque, 16,8 km norr om La Alameda. Omgivningarna runt La Alameda är en mosaik av jordbruksmark och naturlig växtlighet.